# Šanghajská burza
Šanghajská burza (čínsky v českém přepisu Šang-chaj čeng-kuan ťiao-i-suo, pchin-jinem Shànghǎi Zhèngquàn Jiāoyìsuǒ, znaky zjednodušené 上海证券交易所) je burza cenných papírů, která sídlí v čínském městě Šanghaj, konkrétně ve čtvrti Pchu-tung.
Obchodování s akciemi v Šanghaji začalo v roce 1866 a roku 1891 byla otevřena první burza, která fungovala do roku 1941. Po druhé světové válce obnovila činnost, ale již v roce 1949 byla opět uzavřena, když komunisté obsadili město. Současná burza byla založena v roce 1990 v rámci ekonomických reforem, které zavedl Teng Siao-pching, od roku 1997 sídlí v budově Shanghai Securities Exchange Building. Je největší burzou v Číně a čtvrtou největší na světě podle tržní kapitalizace. Fungování burzy je pod dohledem státního úřadu China Securities Regulatory Commission. Šanghajská burza je členem organizace Asian and Oceanian Stock Exchanges Federation.